# Сиссе, Секу
Секу Сиссе (фр. Sekou Cissé; 23 мая 1985, Дабу, Кот-д'Ивуар) — ивуарийский футболист, игравший на позиции нападающего. Выступал за сборную Кот-д'Ивуара.

## Клубная карьера
Сиссе начал свою карьеру на родине, в Кот-д’Ивуаре, однако в 2004 по совету Аруны Коне, игрока сборной, выступавшего в «Роде», переехал в Нидерланды. После ухода Коне в 2005 году в ПСВ, Секу стал играть заметную роль в атакующей линии «Роды».
В 2006 году было объявлено, что Луи ван Гал, тренер АЗ, заинтересован в подписании Коне в обмен на Адиля Рамзи. Однако «Рода» отвергла предложение по игроку, заявив, что клуб желает оставить игрока у себя.
В сезоне 2008/09 удачное выступление Секу за «Роду» привлекло внимание таких клубов как «Фейеноорд», ПСВ, «Утрехт». 30 июня 2009 года Сиссе перешёл в «Фейеноорд», подписав пятилетний контракт.
Летом 2010 Сиссе получил травму, из-за которой выбыл на длительный срок, пропустив весь сезон 2010/11 и начало сезона 2011/12. В сезоне 2012/13 провел в чемпионате 10 матчей (только 2 полностью), привлекался к играм второй команды «Фейеноорда». В начале января 2014 года Сиссе покинул команду в статусе свободного агента и позже заключил контракт на полгода с бельгийским клубом «Генк».

## Международная карьера
Секу в мае 2008 года в составе молодёжной сборной Кот-д’Ивуара стал лучшим бомбардиром турнира в Тулоне, на котором ивуарийцы заняли 3 место. Сиссе был включён в заявку Кот-д’Ивуара на Олимпийские игры в Пекине, где провёл 4 матча и отличился дважды, пробившись вместе с командой в 1/4 финала.
1 июня 2008 года Сиссе дебютировал за сборную в игре против Мозамбика в отборе к чемпионату мира 2010. Он был включен в предварительную заявку сборной на турнир, однако из-за травмы вынужден был его пропустить. После 2009 года Секу к играм сборной не привлекался.

### Голы за сборную Кот-д’Ивуара
| #   | Дата         | Место                | Противник | Результат | Соревнование                     |
| --- | ------------ | -------------------- | --------- | --------- | -------------------------------- |
| 01. | 1 июня 2008  | Абиджан, Кот-д'Ивуар | Мозамбик  | 1:0       | Чемпионат мира 2010 Квалификация |
| 02. | 22 июня 2008 | Абиджан, Кот-д'Ивуар | Ботсвана  | 1:0       | Чемпионат мира 2010 Квалификация |
| 03. | 22 июня 2008 | Абиджан, Кот-д'Ивуар | Ботсвана  | 4:0       | Чемпионат мира 2010 Квалификация |